# Okular mikrometryczny

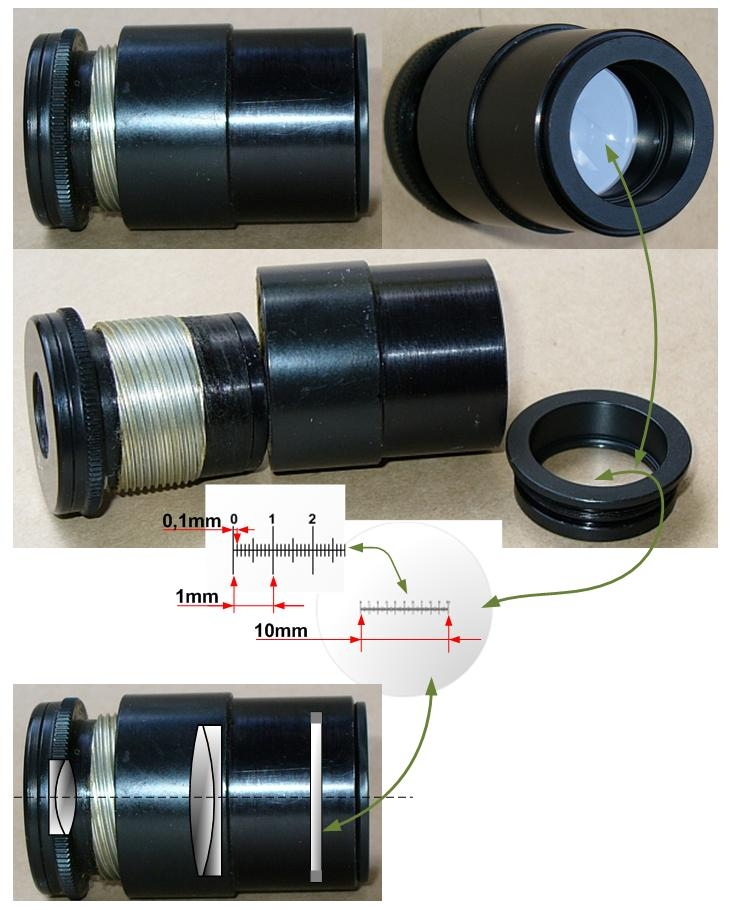
Okular mikrometryczny

Okular mikrometryczny jest to okular mikroskopu służący do pomiaru małych odległości pod mikroskopem. Okular ten wyposażony jest w ruchomą mikroskalę przesuwaną za pomocą śruby mikrometrycznej. Aby wyznaczyć rzeczywisty rozmiar obserwowanego obiektu, należy przeprowadzić skalowanie mikroskopu.

## Skalowanie
W celu przeprowadzenia skalowania, należy porównać odległości na mikroskali umieszczonej na stoliku mikroskopu LR z odległościami mikroskali wbudowanej w okular mikrometryczny LO. Stosunek tych odległości jest powiększeniem mikroskopu
{\displaystyle p={\frac {L_{O}}{L_{R}}}}
{\displaystyle [p]={\frac {1\mu \operatorname {m} }{1\mu \operatorname {m} }}=1}
Powiększenie może osiągać różne wartości dla tego samego mikroskopu, w zależności od zastosowanego obiektywu.

## Pomiar odległości
Po wyskalowaniu mikroskopu można określić rozmiary badanego obiektu d. W tym celu odległość zmierzoną przy użyciu skali okularu należy podzielić przez powiększenie mikroskopu
{\displaystyle d={\frac {L_{O}}{p}}}